# Râul Iadăra
Râul Iadăra sau Râul Tulghieș este un curs de apă, afluent al râului Someș. 